# Biserica de lemn din Pătulele

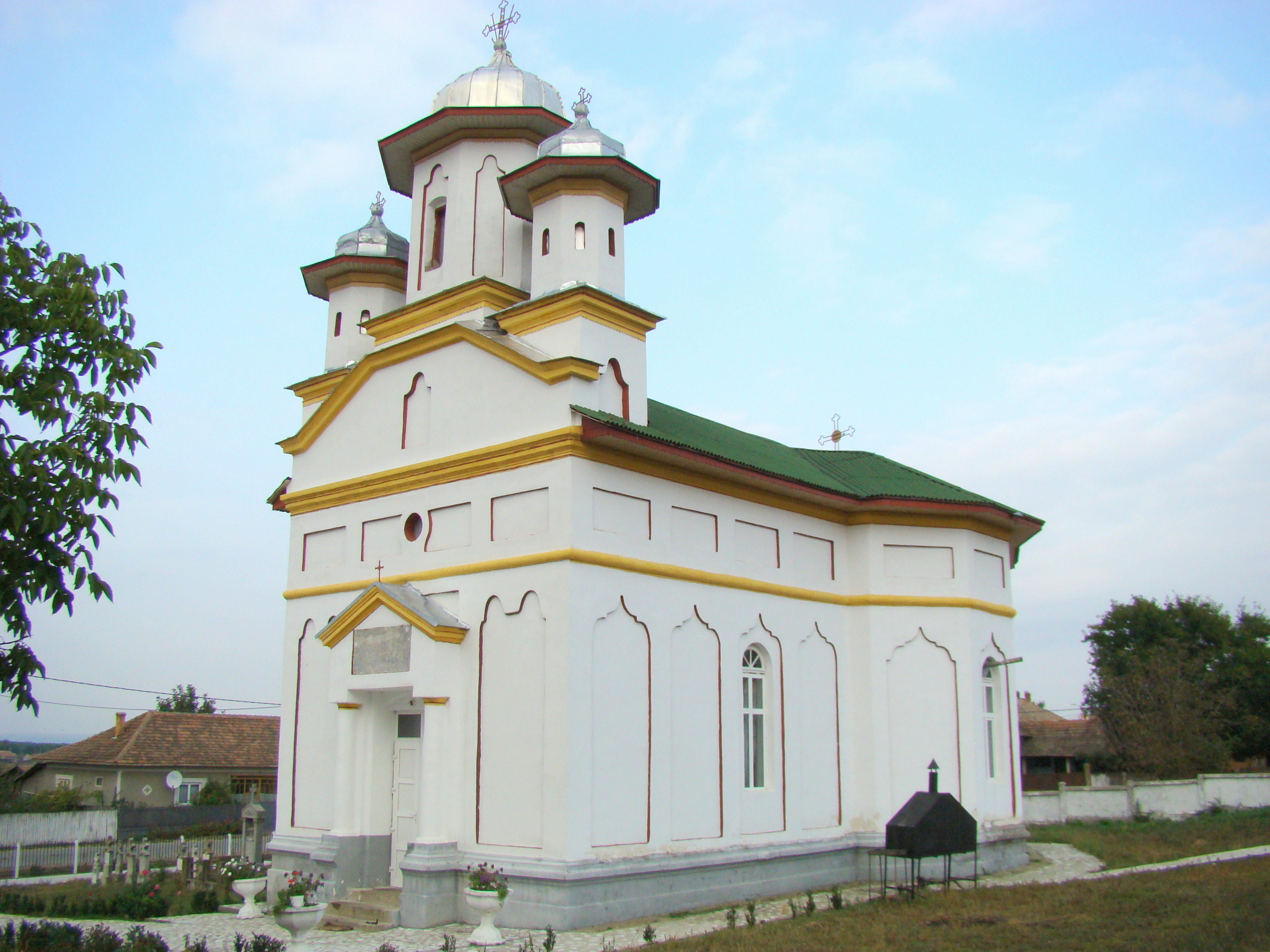
Biserica „Sfântul Ierarh Nicolae”, biserică monument, care a fost ridicată pe locul bisericii de lemn cu acelaşi hram, foto: septembrie 2009.

## Istoric
În localitatea Pătulele, prima biserică, din care își trage obârșia biserica Sf. Nicolae, era într-un bordei, cu clopotnița aparte, undeva pe deal, mai sus decât este comuna acum. Această biserică în bordei, a fost incendiată de turci și de atunci i-a rămas numele de „biserica arsă”. O dată cu mutarea locuitorilor mai aproape de Pătulele, în locul numit Boierești, a fost construită și o biserică pe actualul teren al bisericii Sf. Nicolae, din bârne de lemn, aduse din pădurea Vlădaia, așezate pe patru picioare de piatră. Această biserică, construită dupa 1840, a funcționat ca singura biserică a localității Pătulele. Prin 1883, această biserică devenind neîncăpătoare, s-a construit o biserică din zid cu hramul Sf. Gheorghe, cu ajutorul principelui Alexandru B. Știrbei, proprietarul de atunci al moșiei. În jurul anului 1878, când a devenit improprie pentru serviciile religioase, biserica din lemn Sf. Nicolae a fost închisă la recomandarea Prea Sfinției Sale episcopul Ghenadie Enăchescu, care a vizitat Pătulele. Enoriașii bisericuței din lemn Sf. Nicolae, „plini de credință și legați de osemintele atâtor părinți și strămoși care zăceau în jurul ei”, au strâns fonduri fie din sat, fie din satele vecine, ca s-o ridice din temelie din zid pe cea actuală, punându-i temelia în 1903. Biserica Sf. Nicolae, construită de architect V. Cartianu, pictor Ștefan Năchescu și meșter Bojin Marcovici, cu contribuția boierilor Gh. Crețeanu, Gh. Balș și Gh Moruzzi, a fost sfințită în 8 mai 1905. În jurul bisericii Sf. Nicolae se afla și cimitirul satului, unde au fost îngropați cei ce au decedat până în anul 1873 și unde se găsesc și acum cruci de morminte.
Bisericile de pe teritoriul comunei

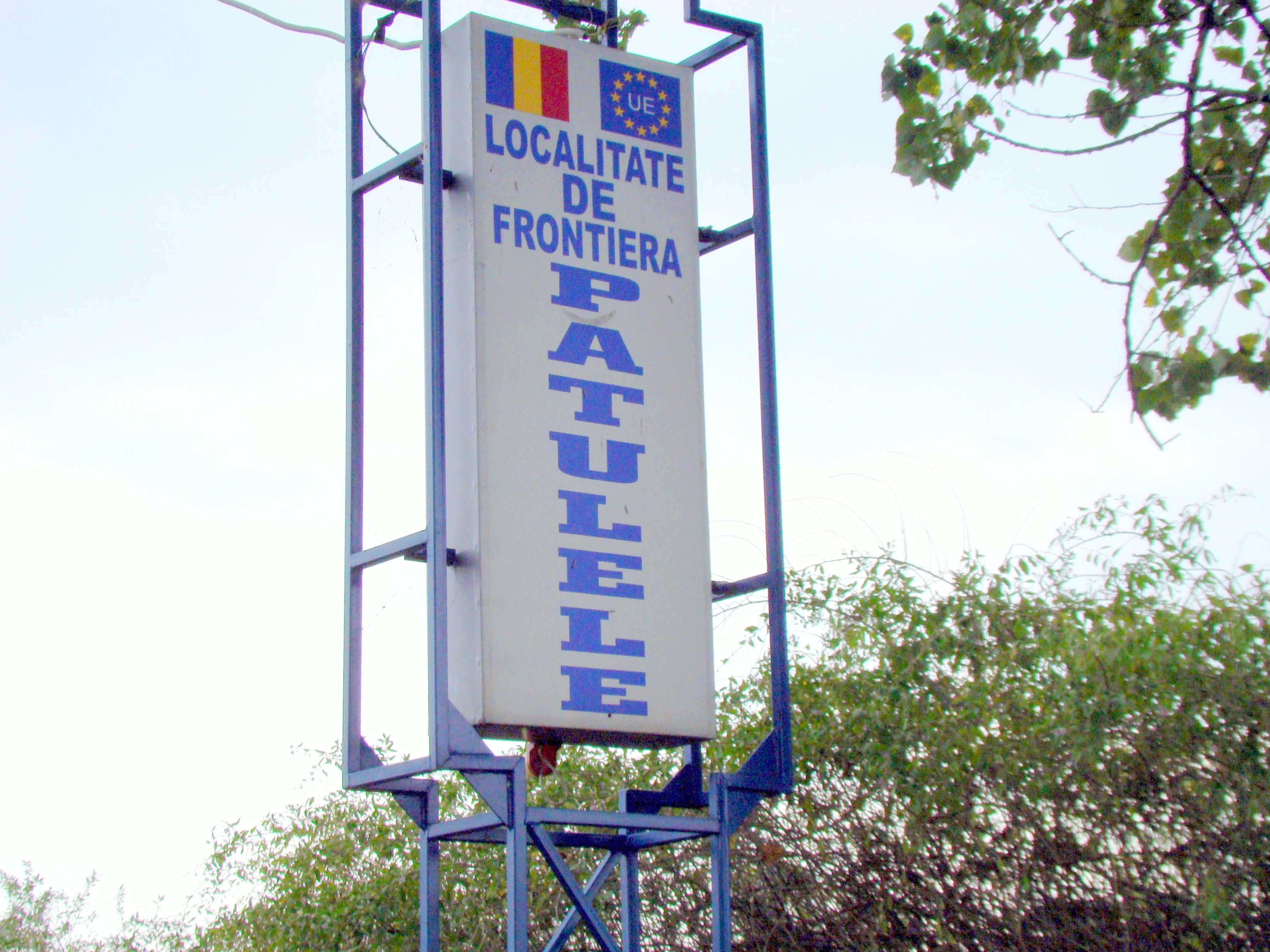

Biserica „Sf.Ierarh Nicolae”

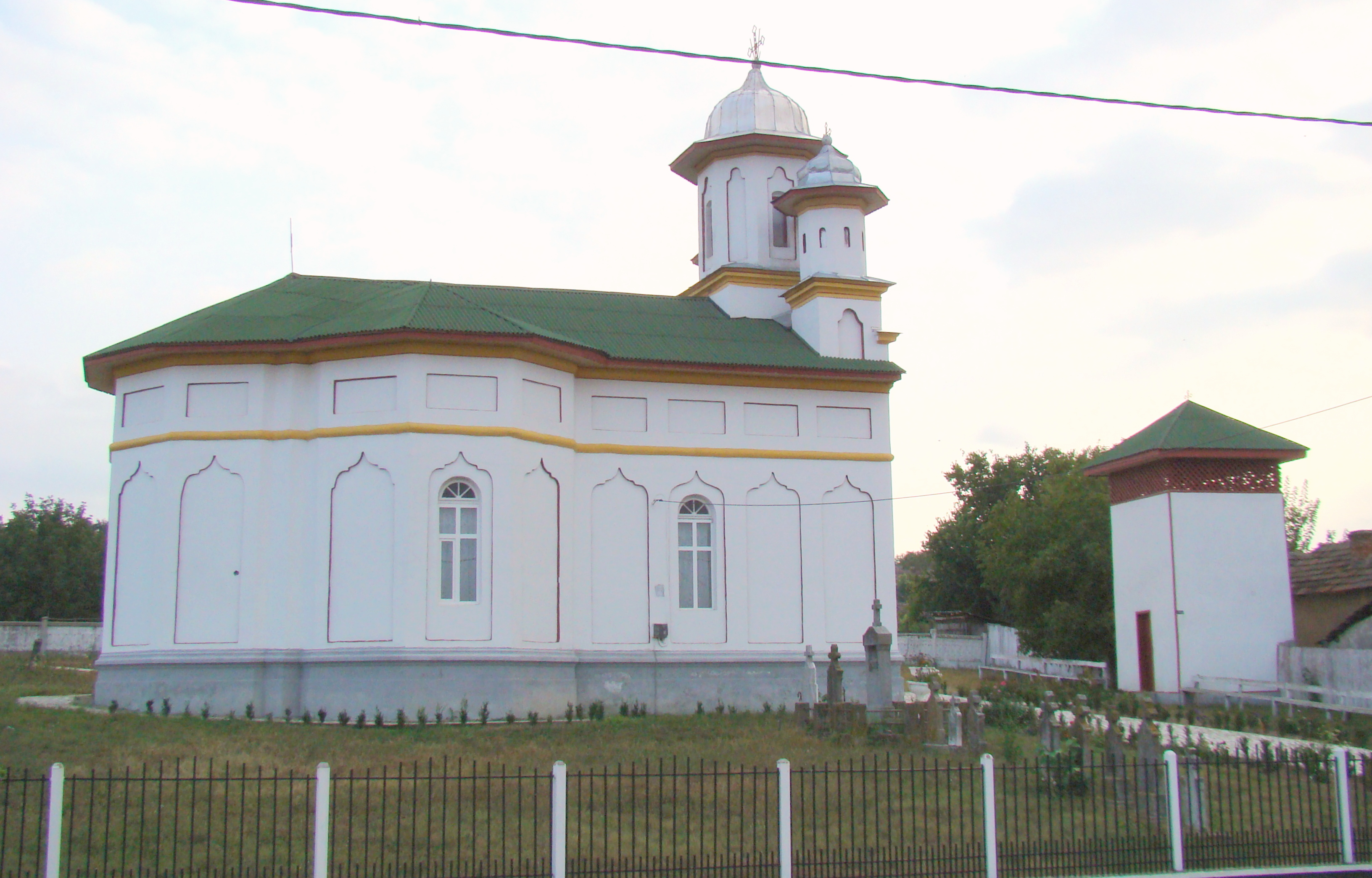

Biserica „Sf.Mare Mucenic Gheorghe” și Monumentul eroilor

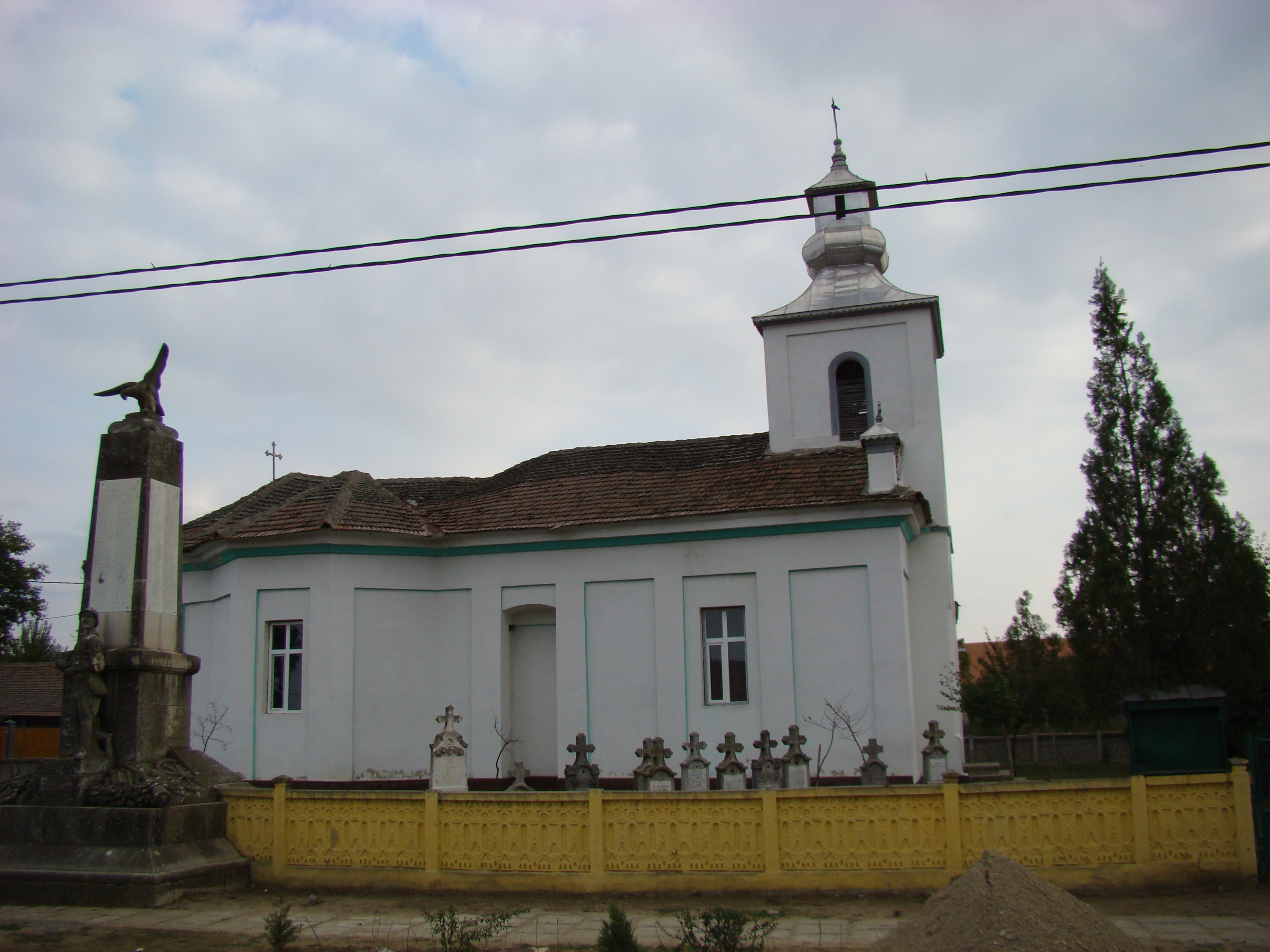
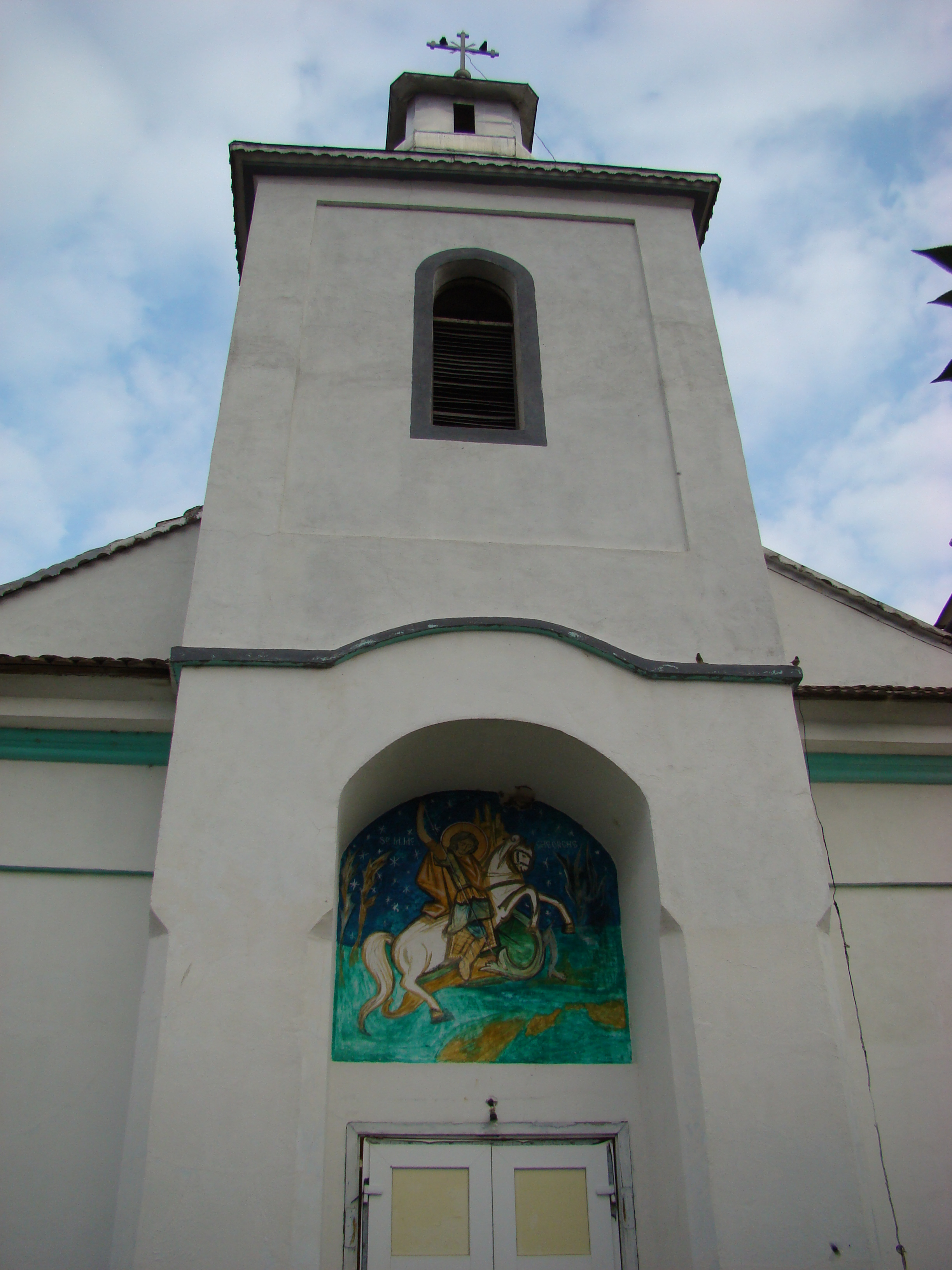
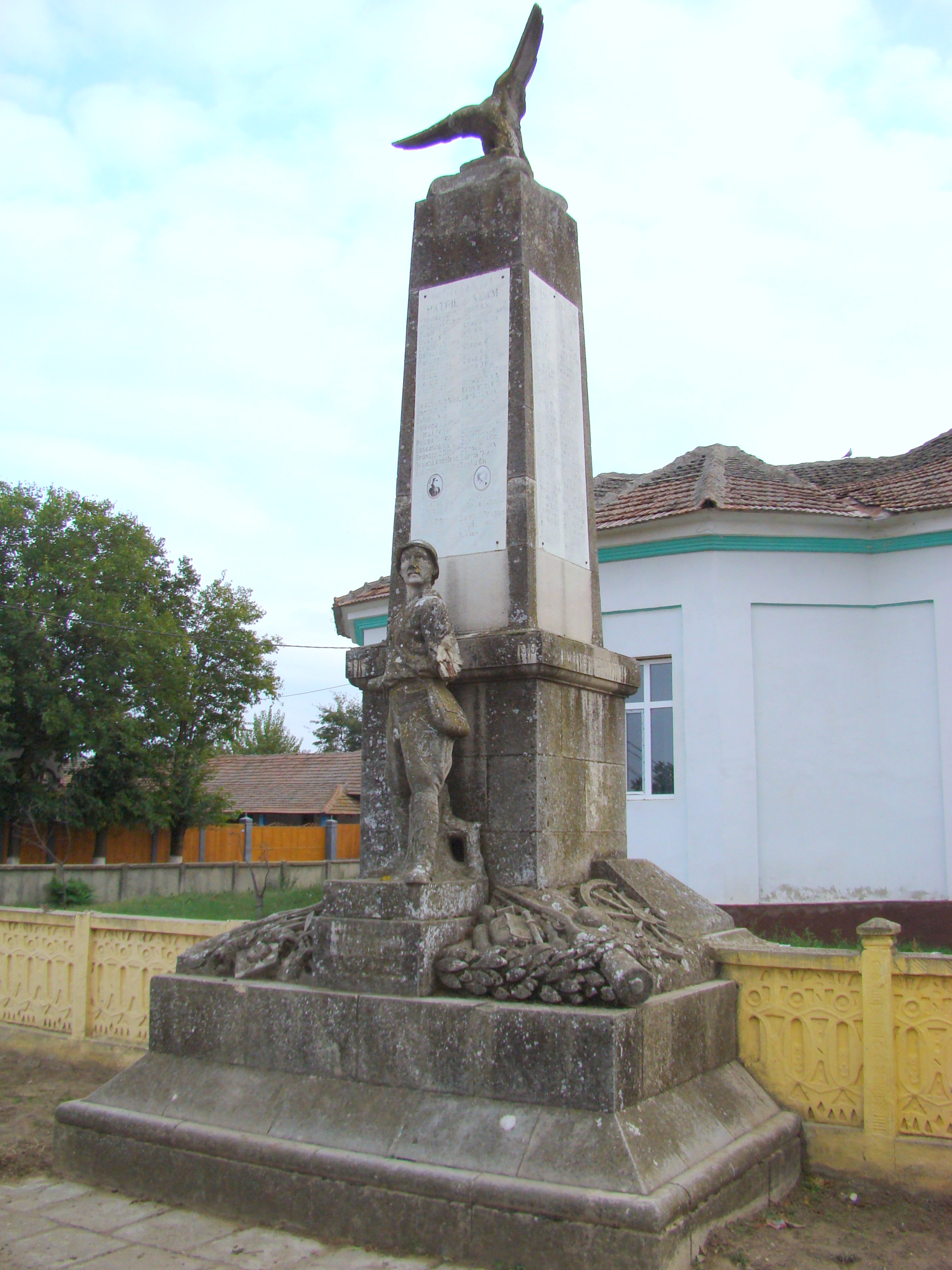

Biserica „Sfinții Apostoli Petru și Pavel”, sat Viașu, biserică monument, cod LMI: MH-II-m-B-10438, datare 1835, probabil mult mai veche.
Este cea mai valoroasă dintre bisericile de pe raza comunei, apare și lemnul între elementele constructive, atât la turn cât și la structura de rezistență. Din păcate biserica se află într-o avansată stare de degradare, putându-se prăbuși în orice moment. Cum este singura biserică din sat și în care încă se slujește, numai pronia divină a făcut să nu se producă până acum o nenorocire.

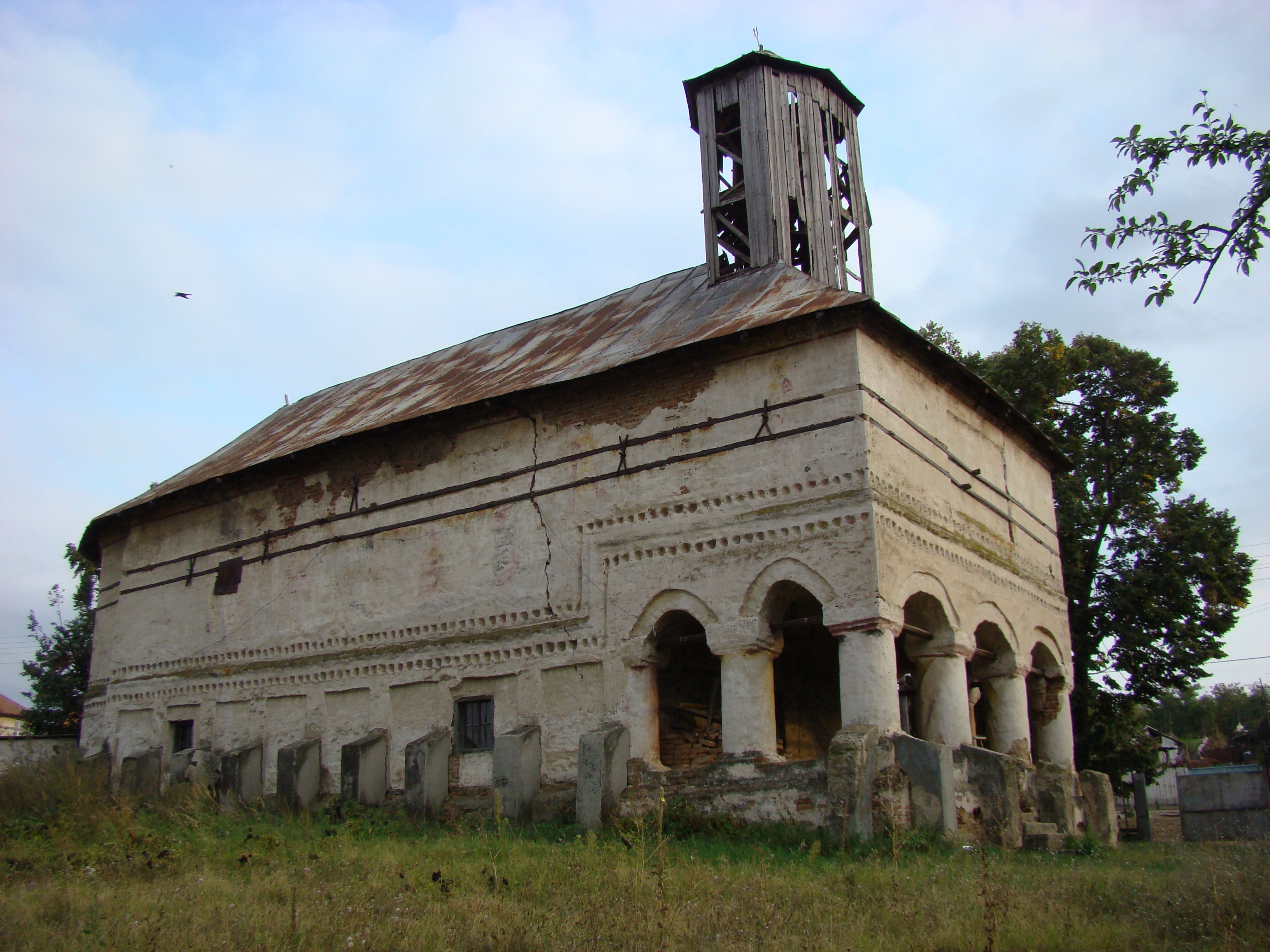
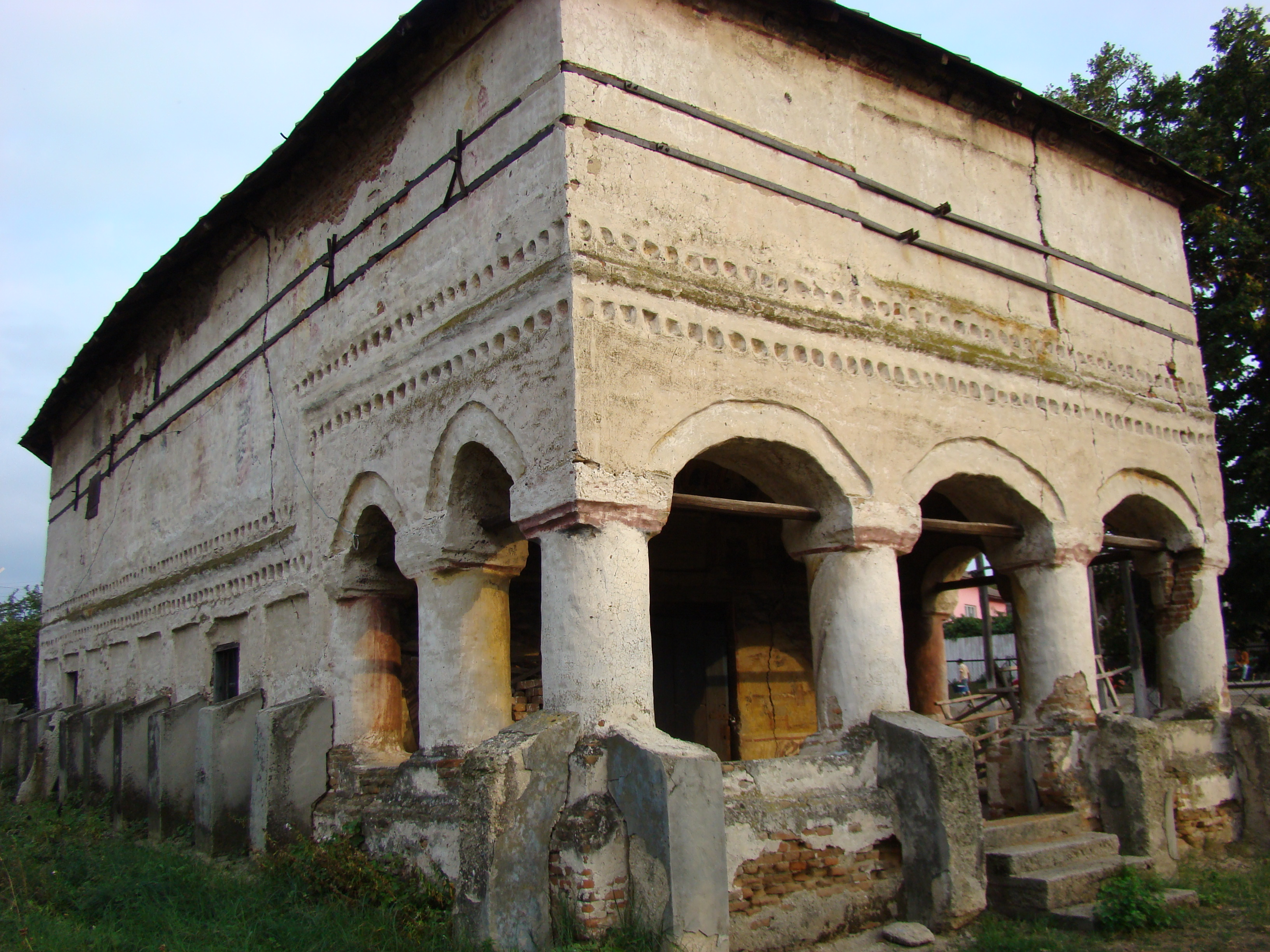
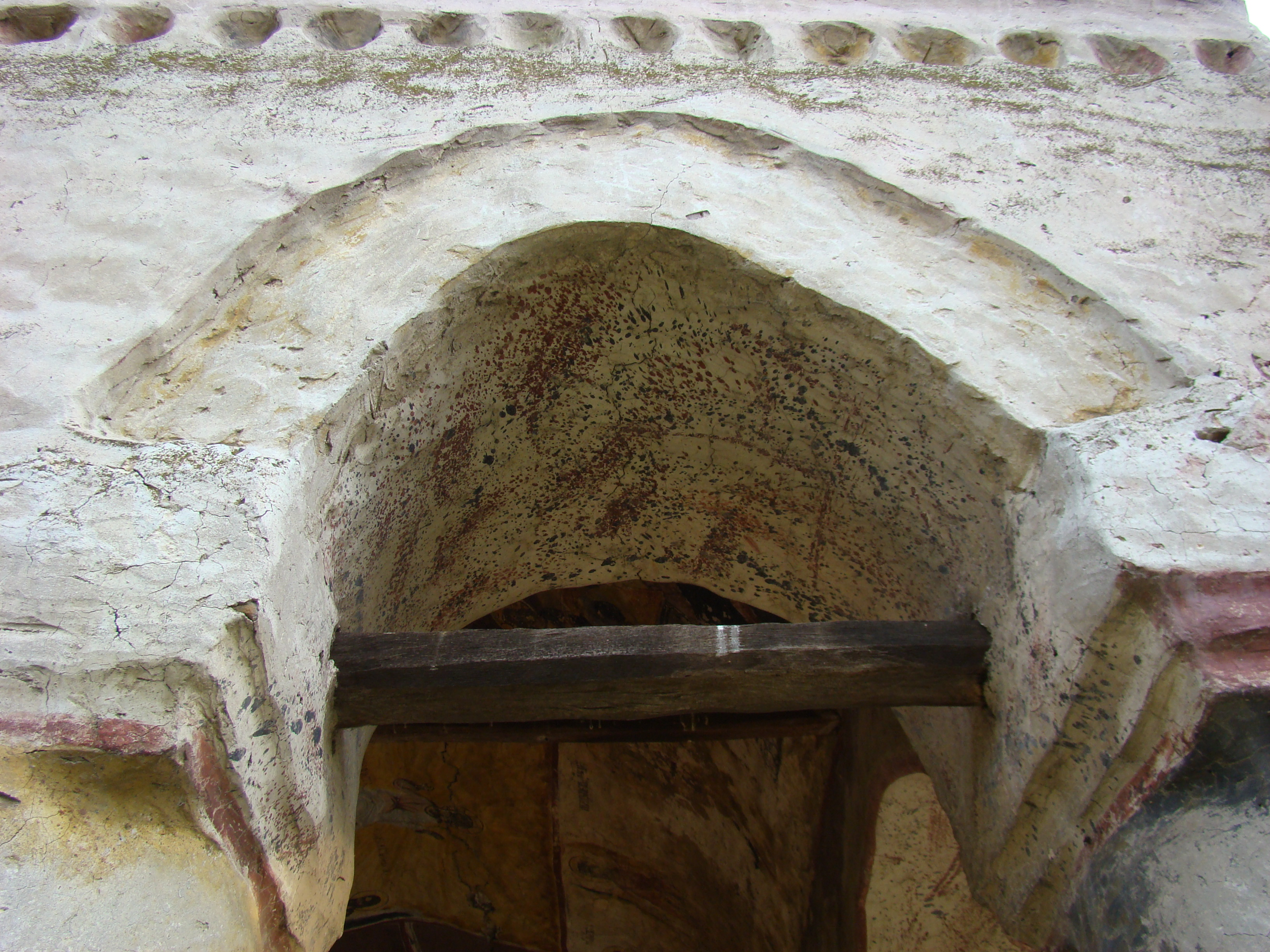
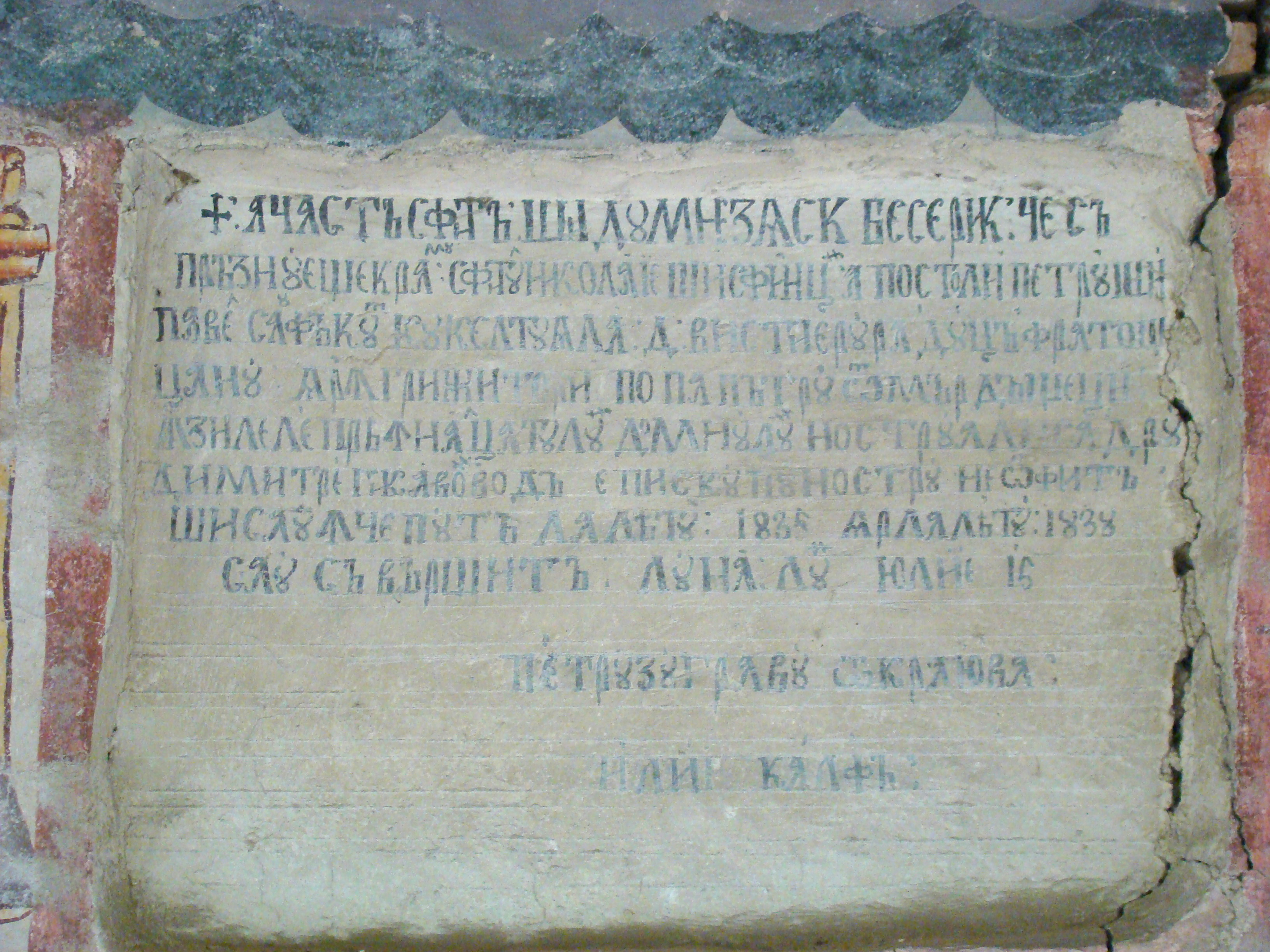
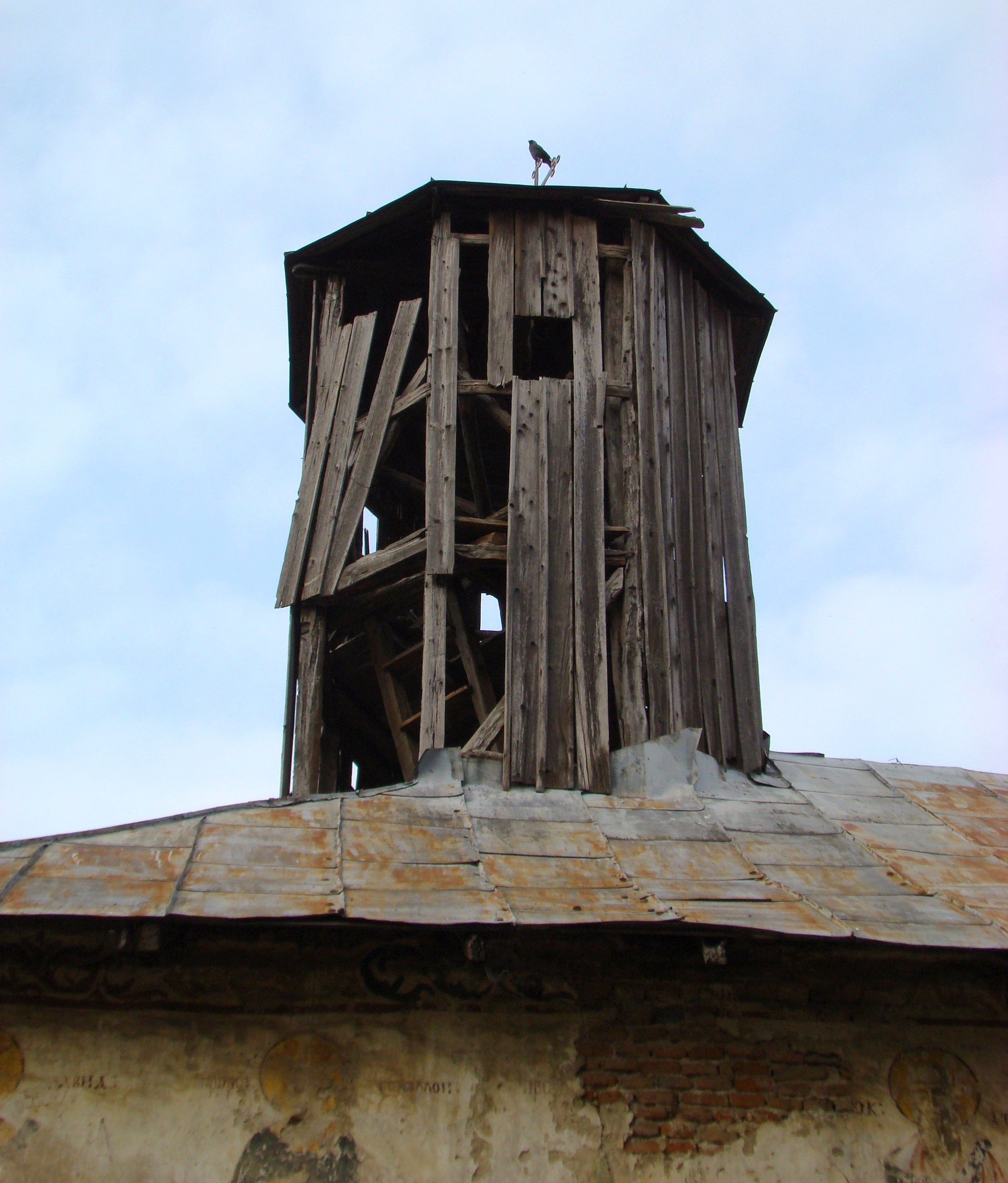
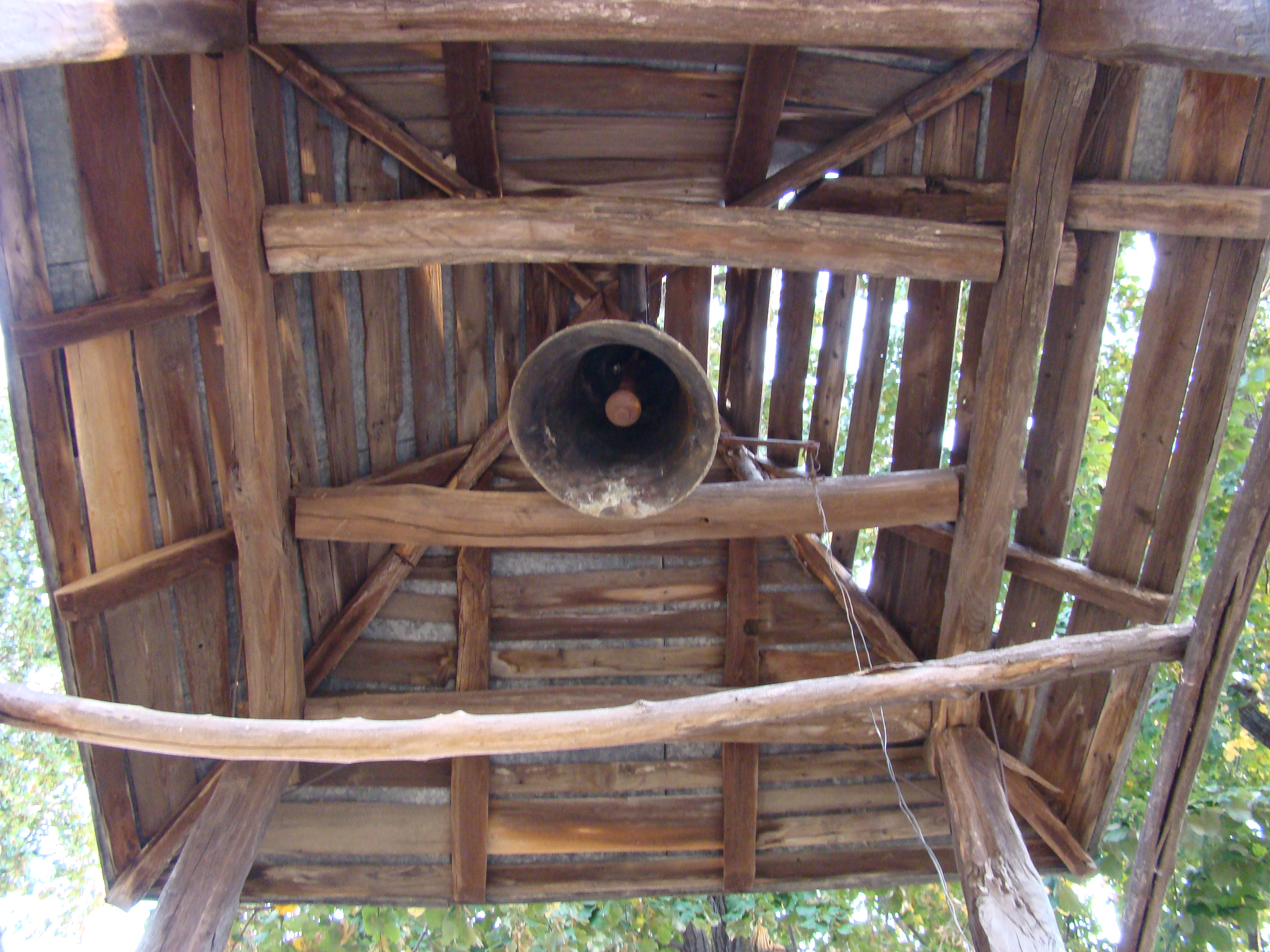
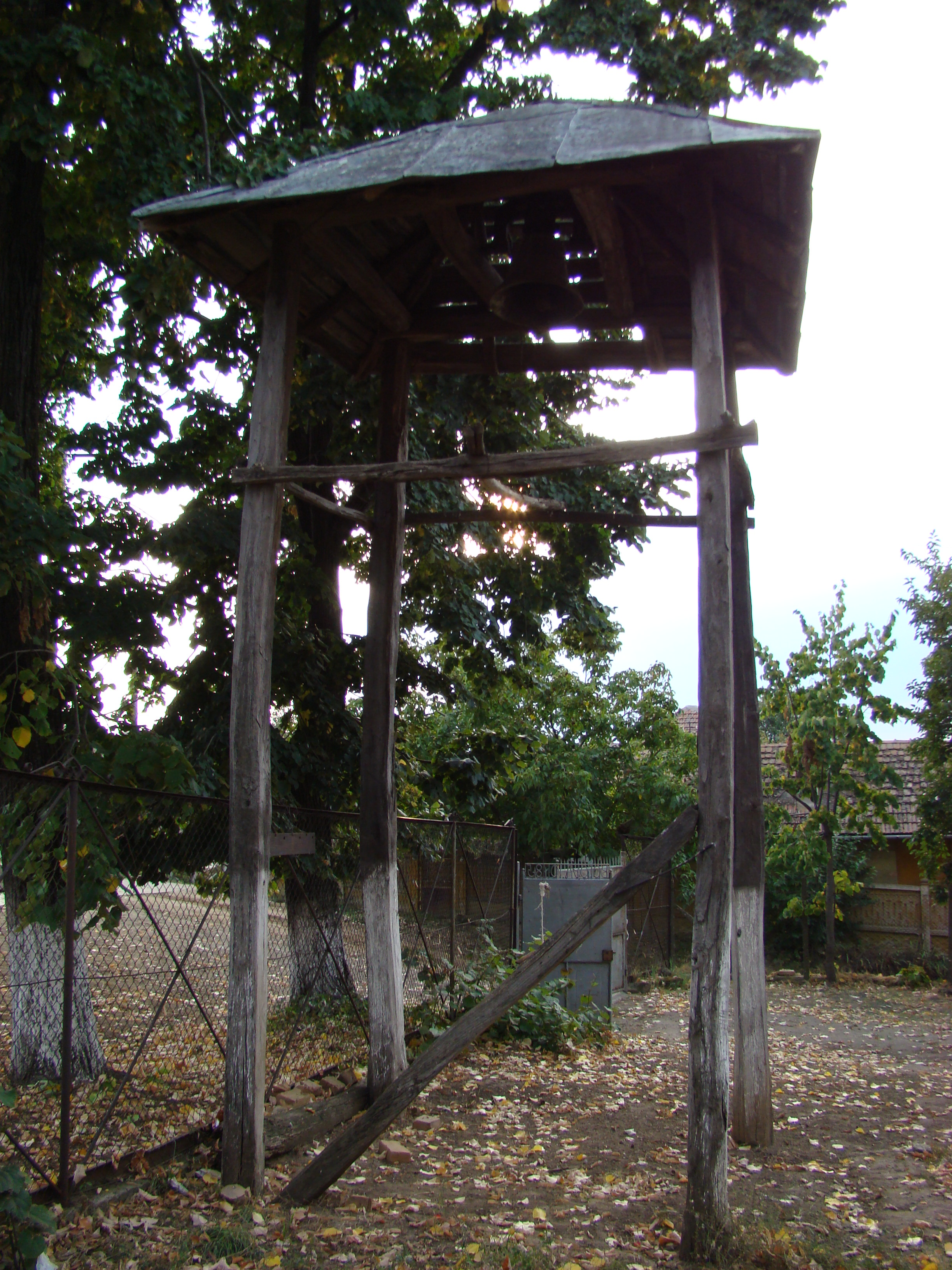
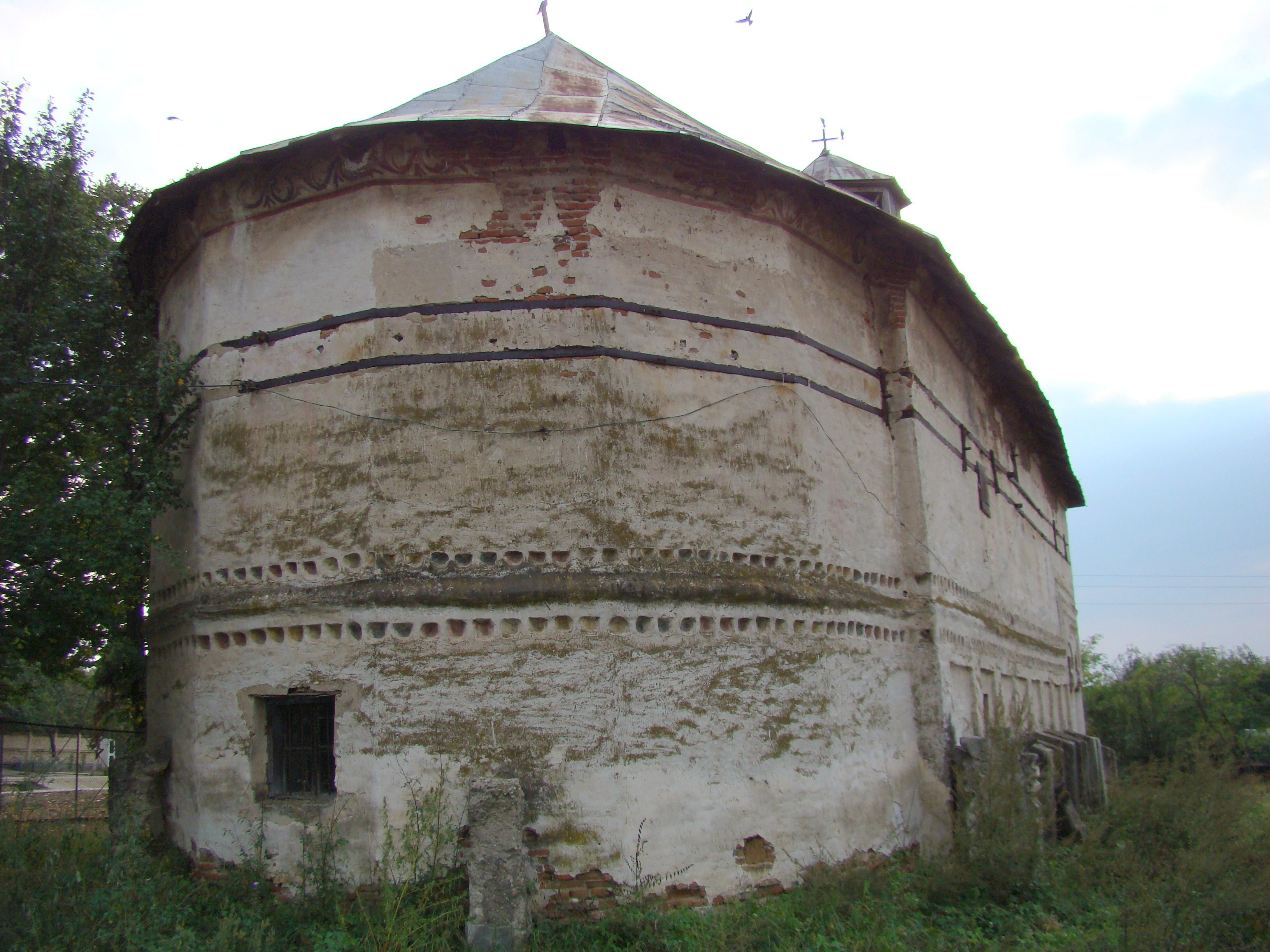
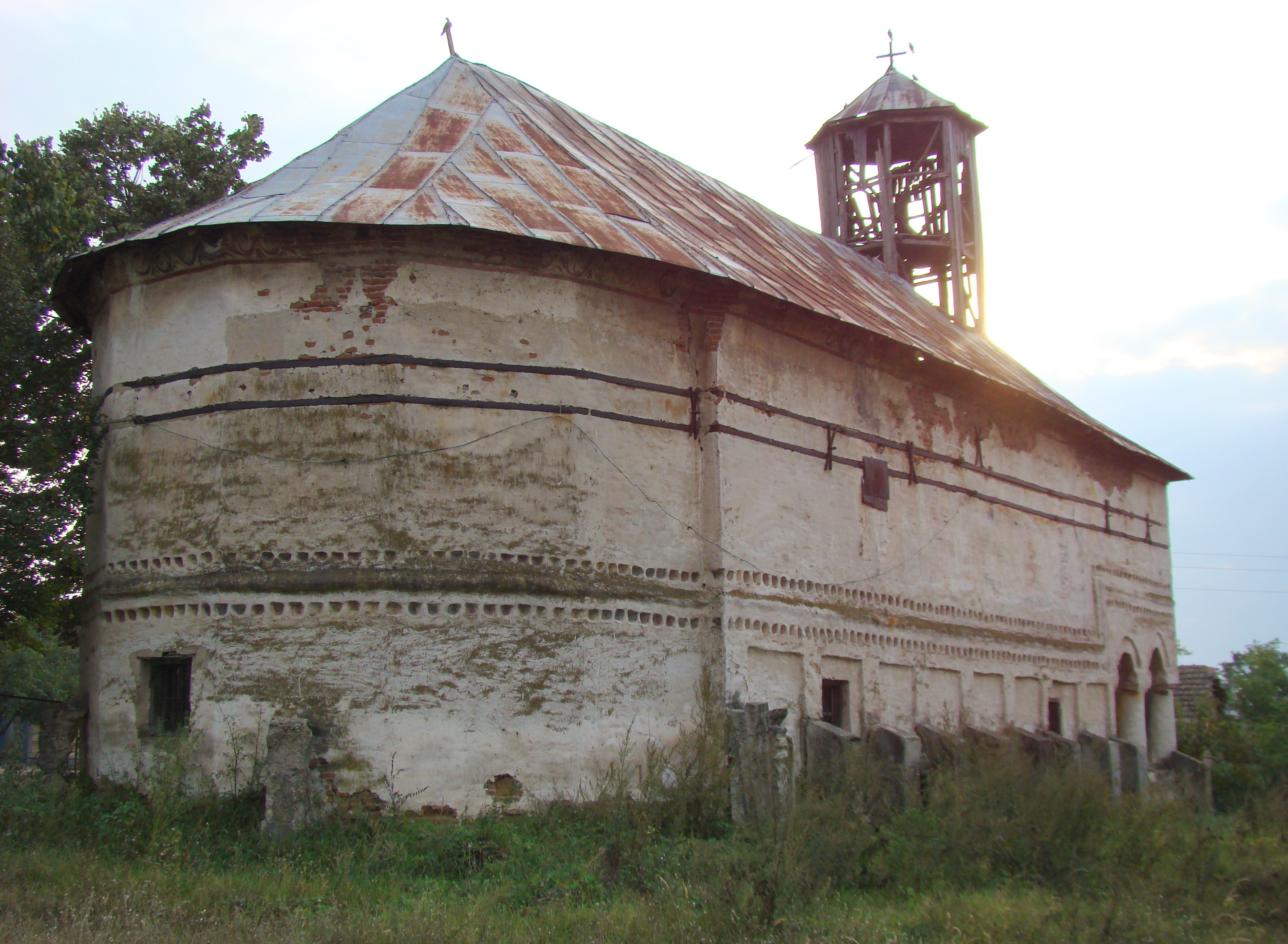
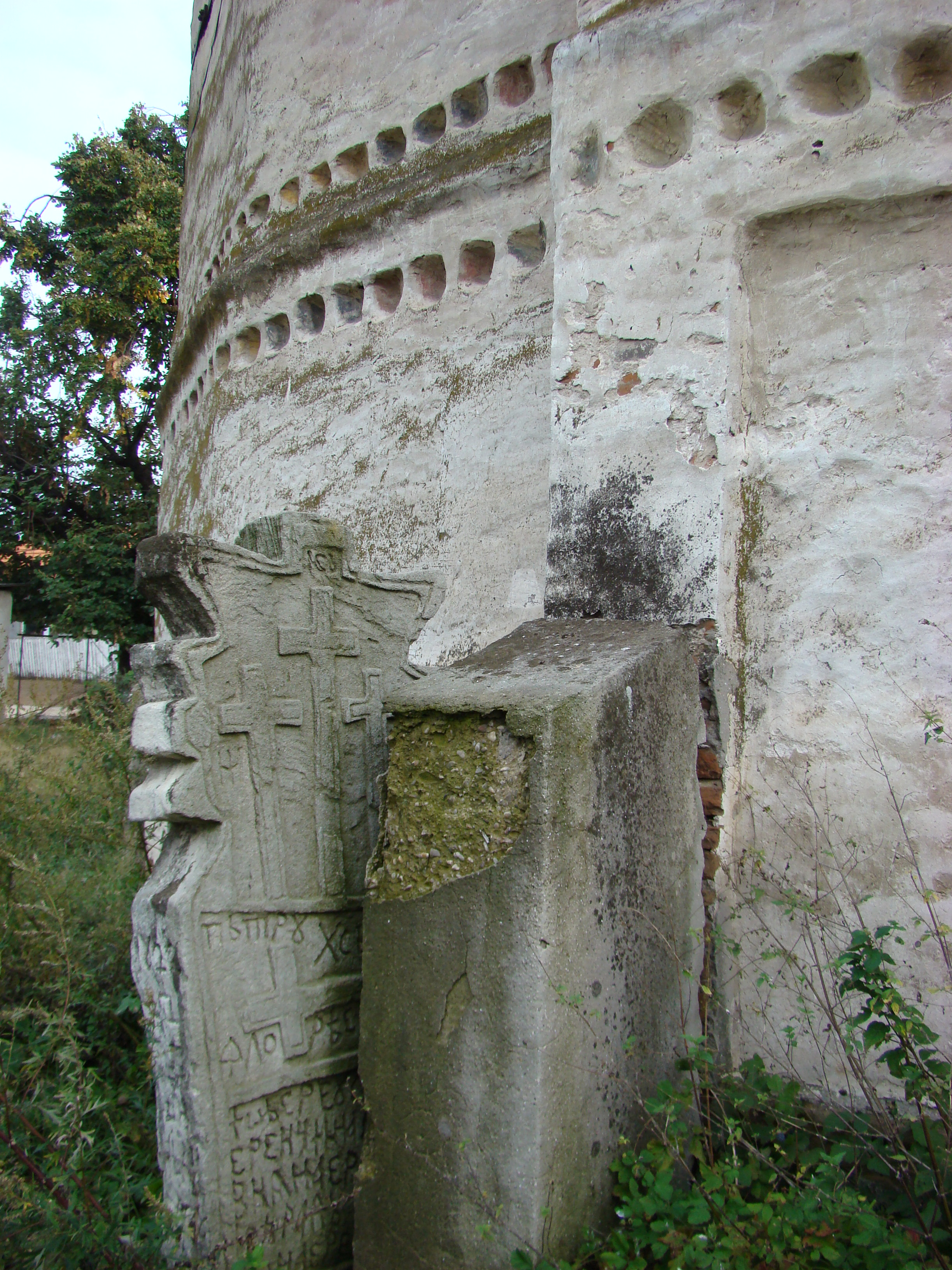
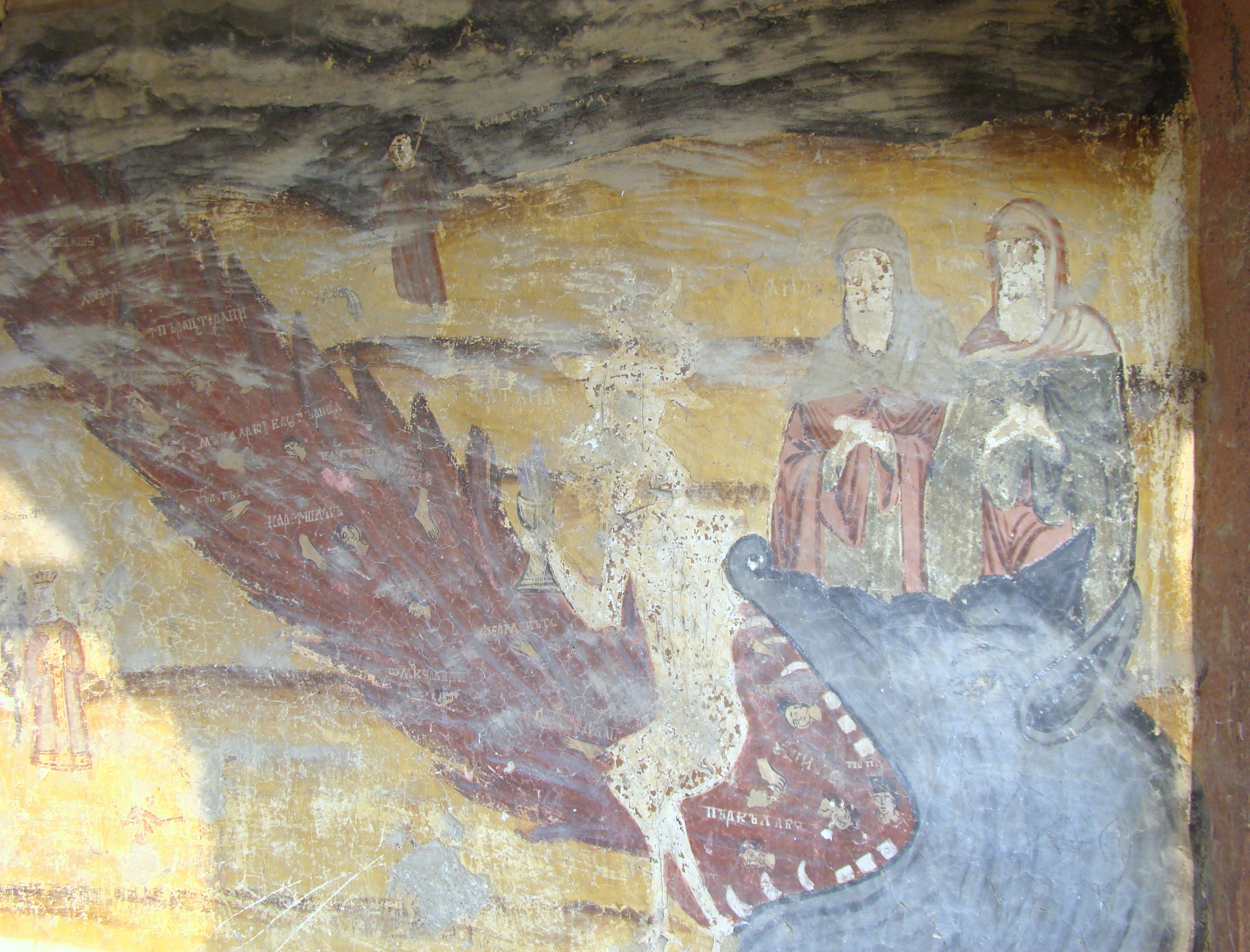
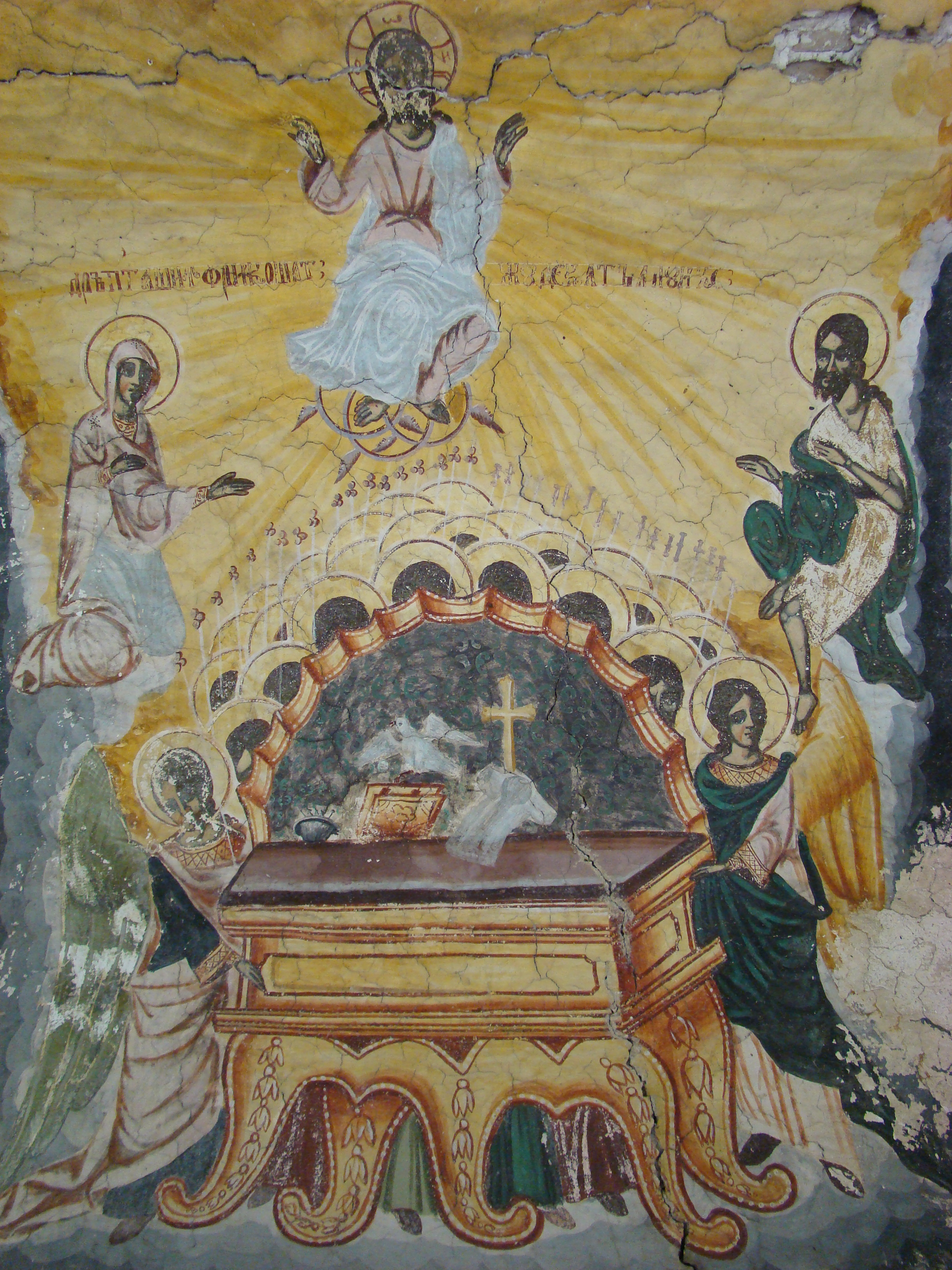
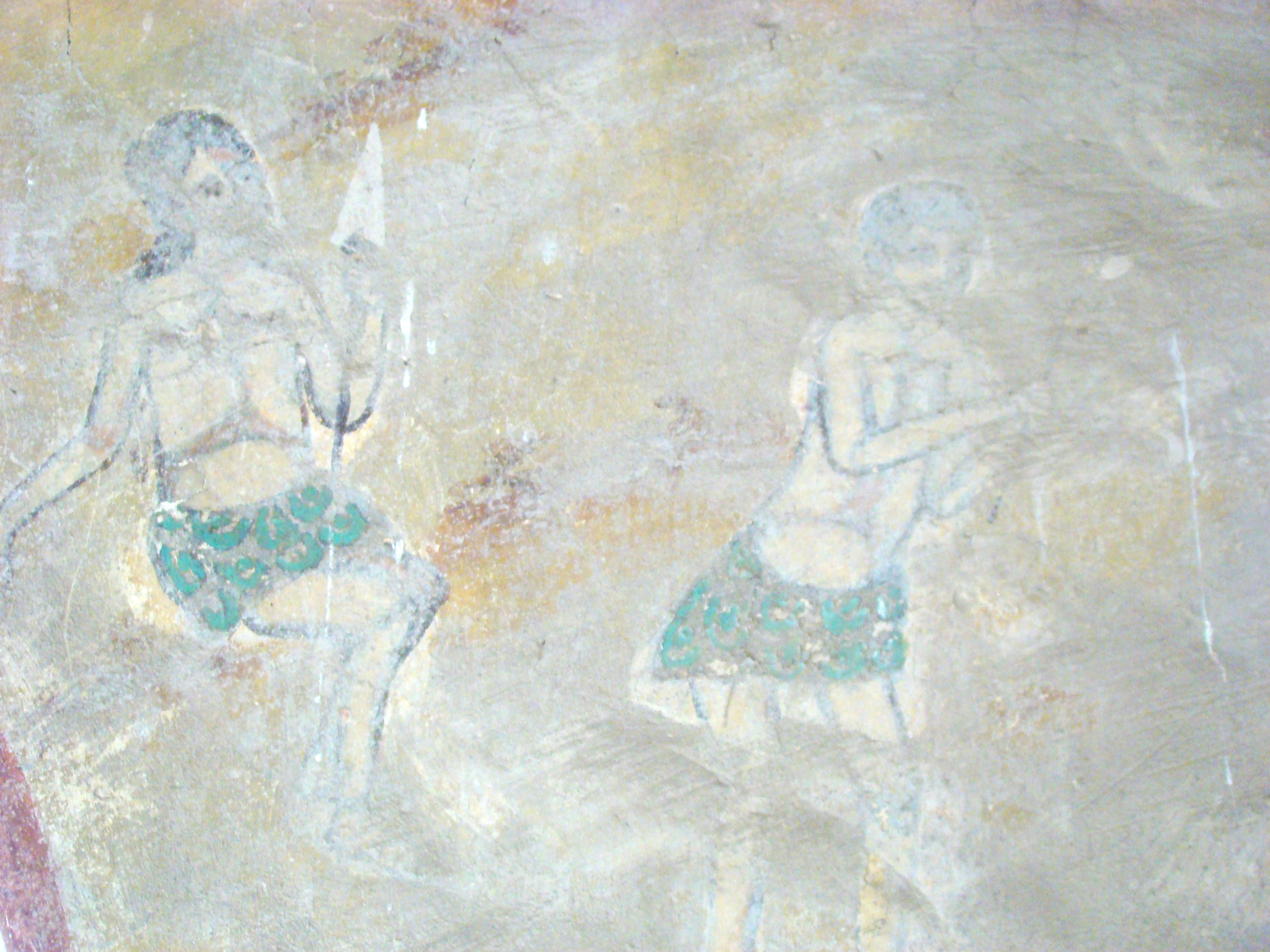
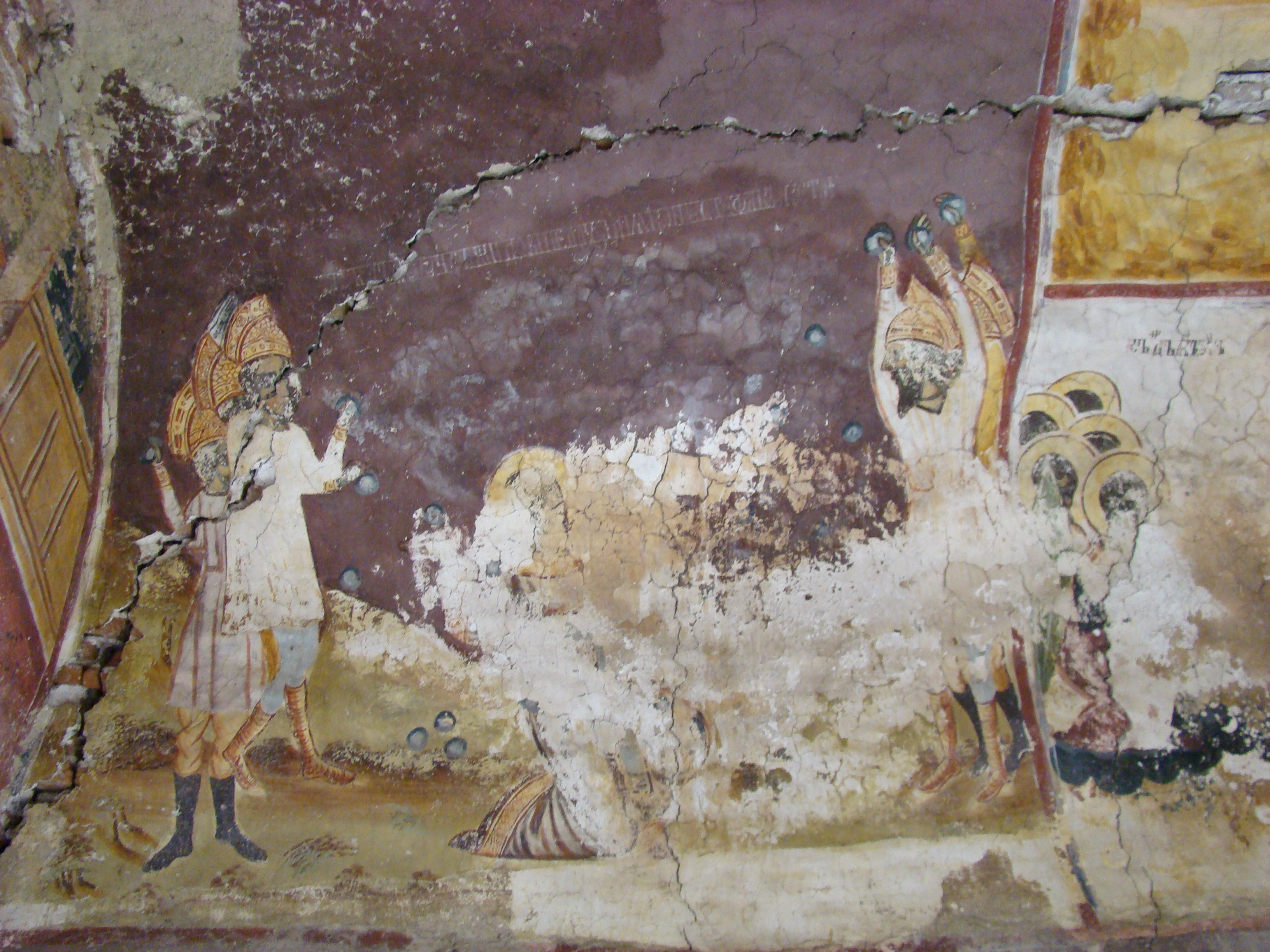
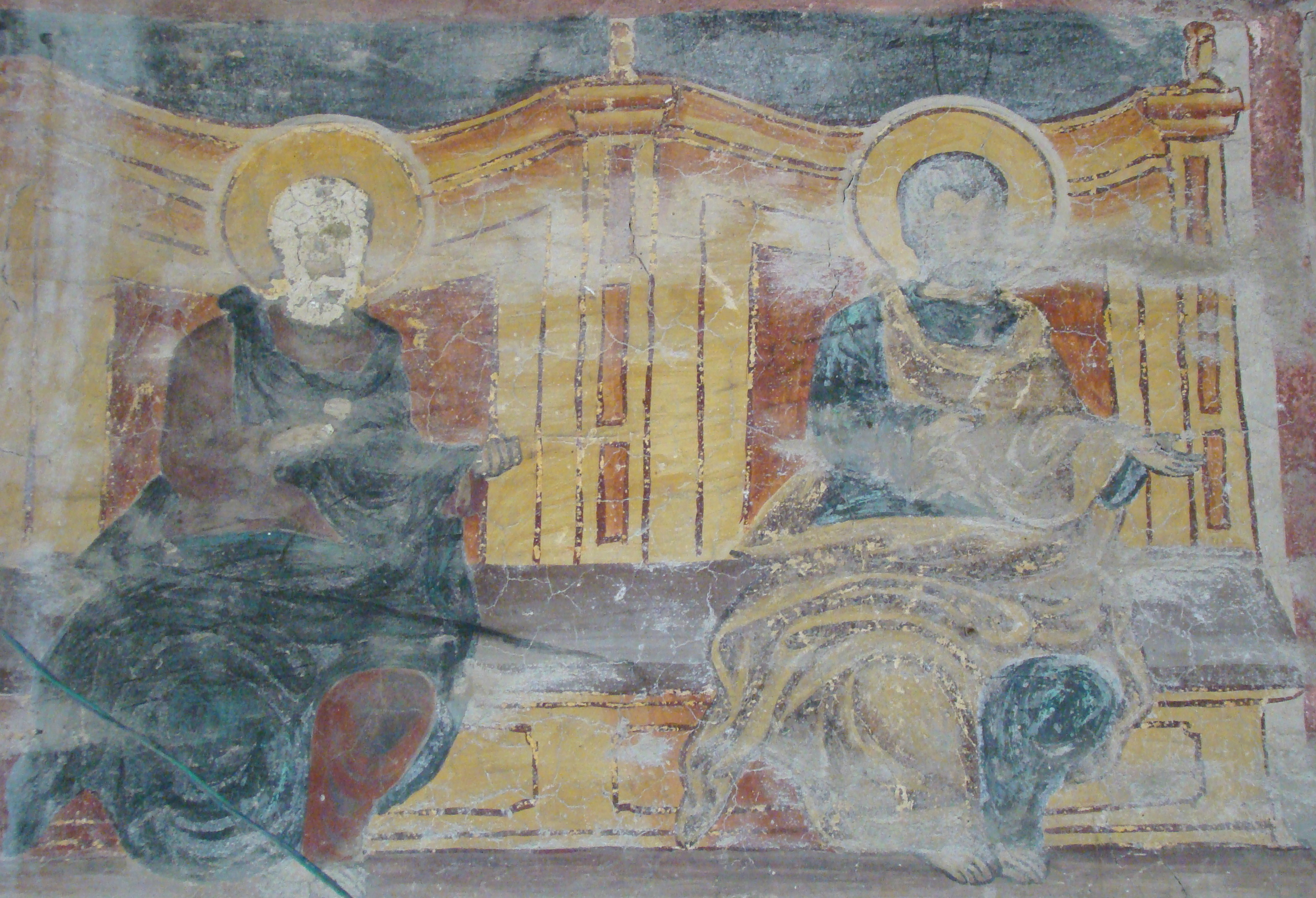
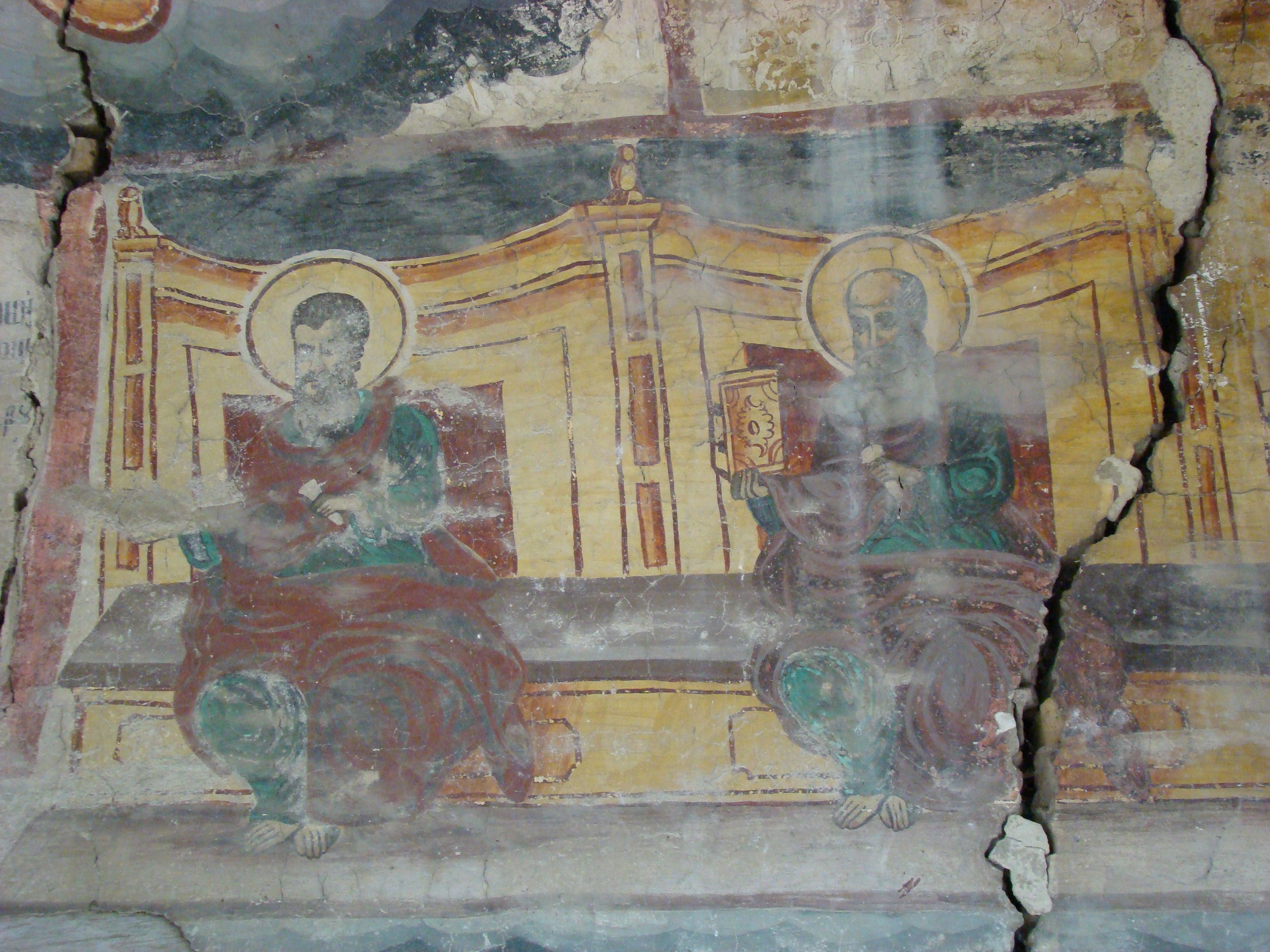
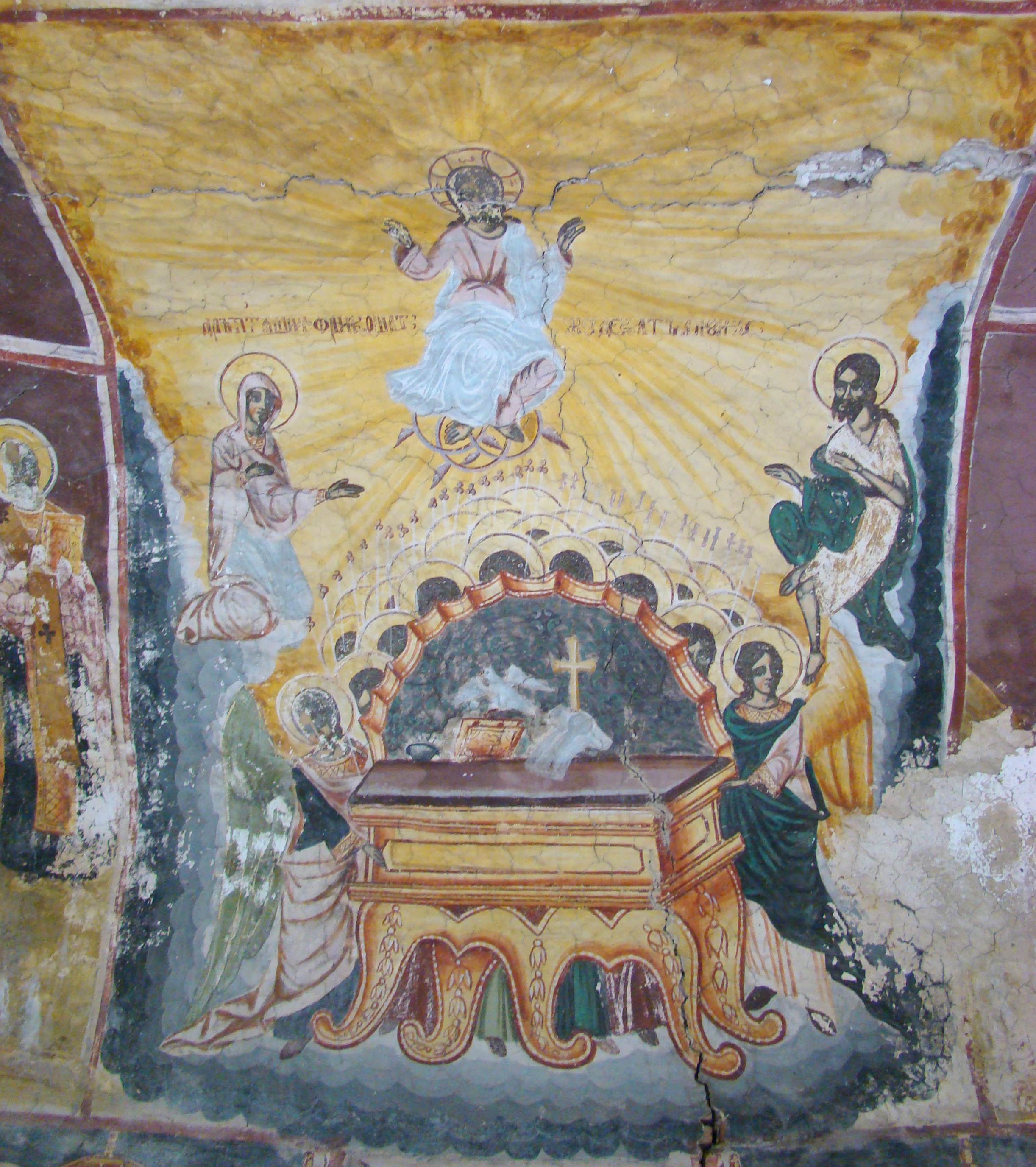
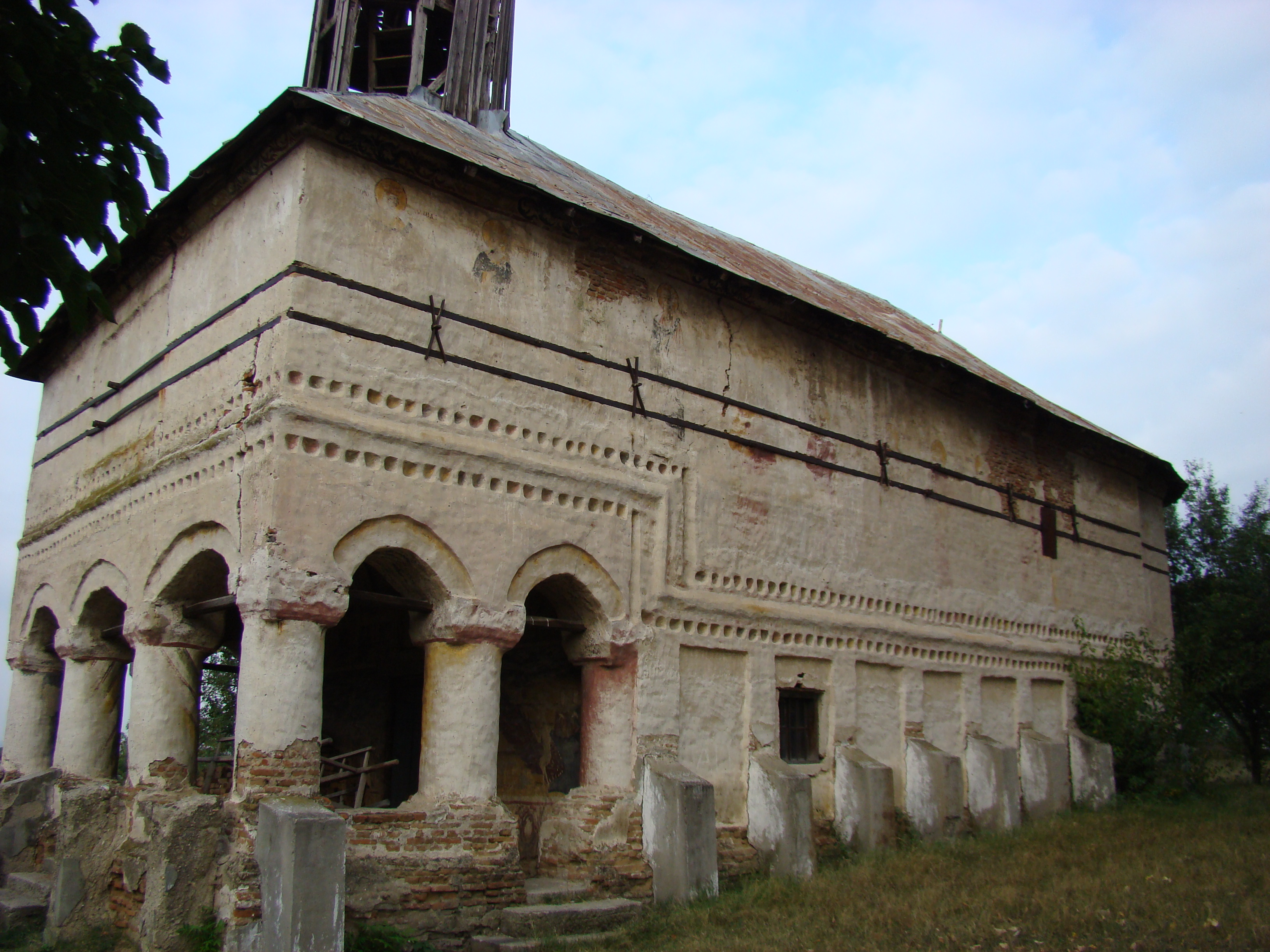
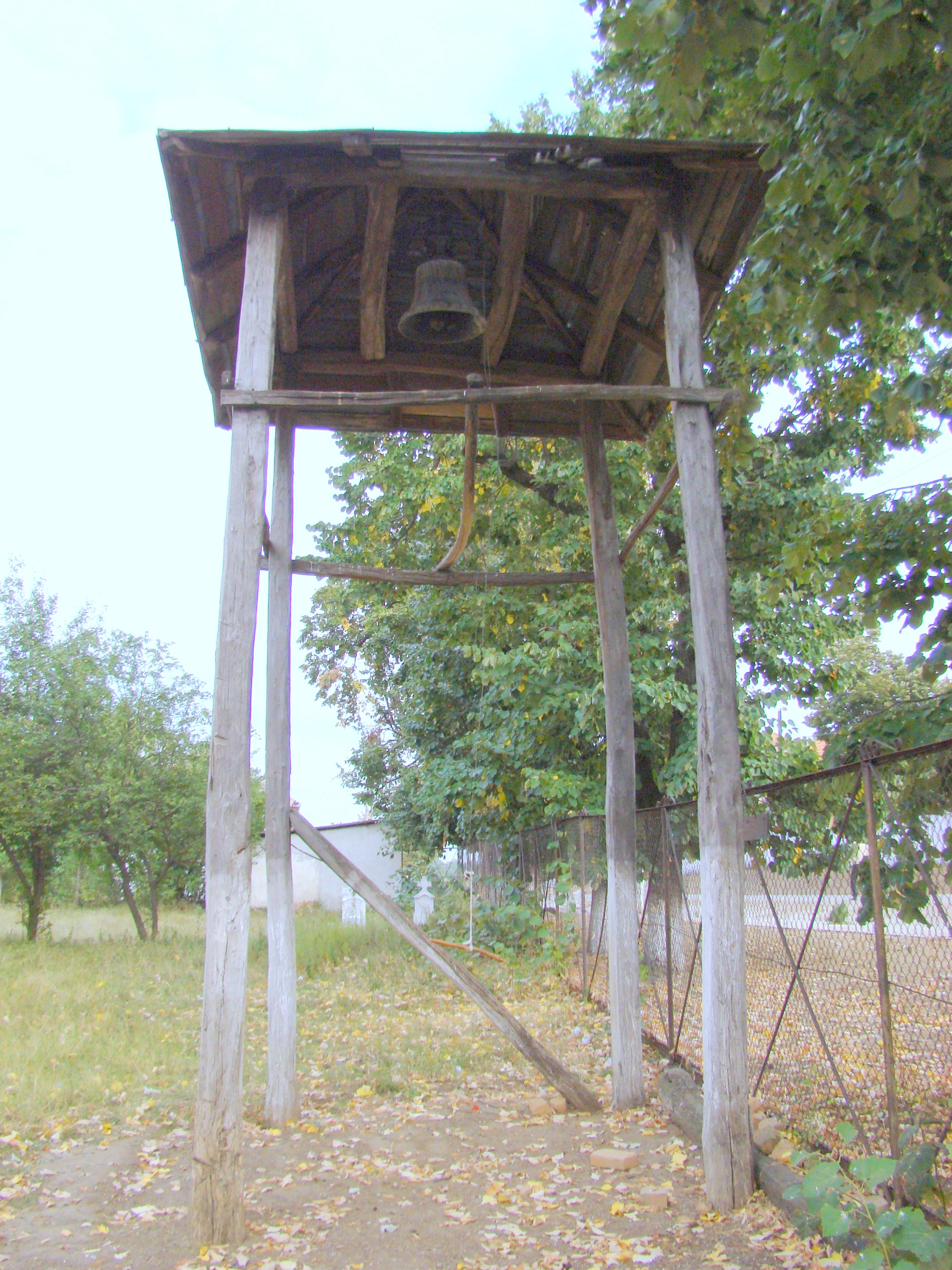